# 四点金

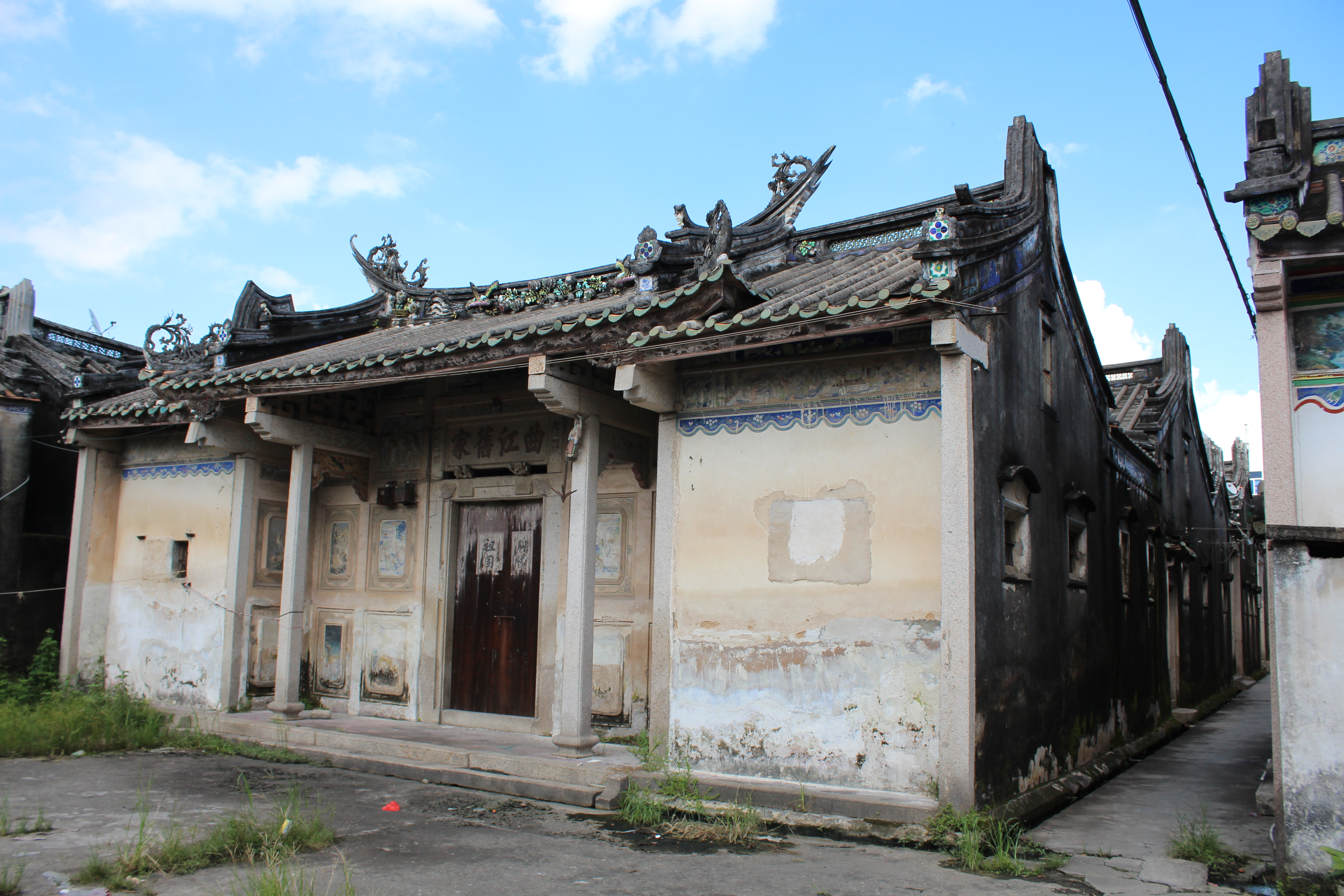
广东揭阳普宁市的一处民居，为“四点金”结构。

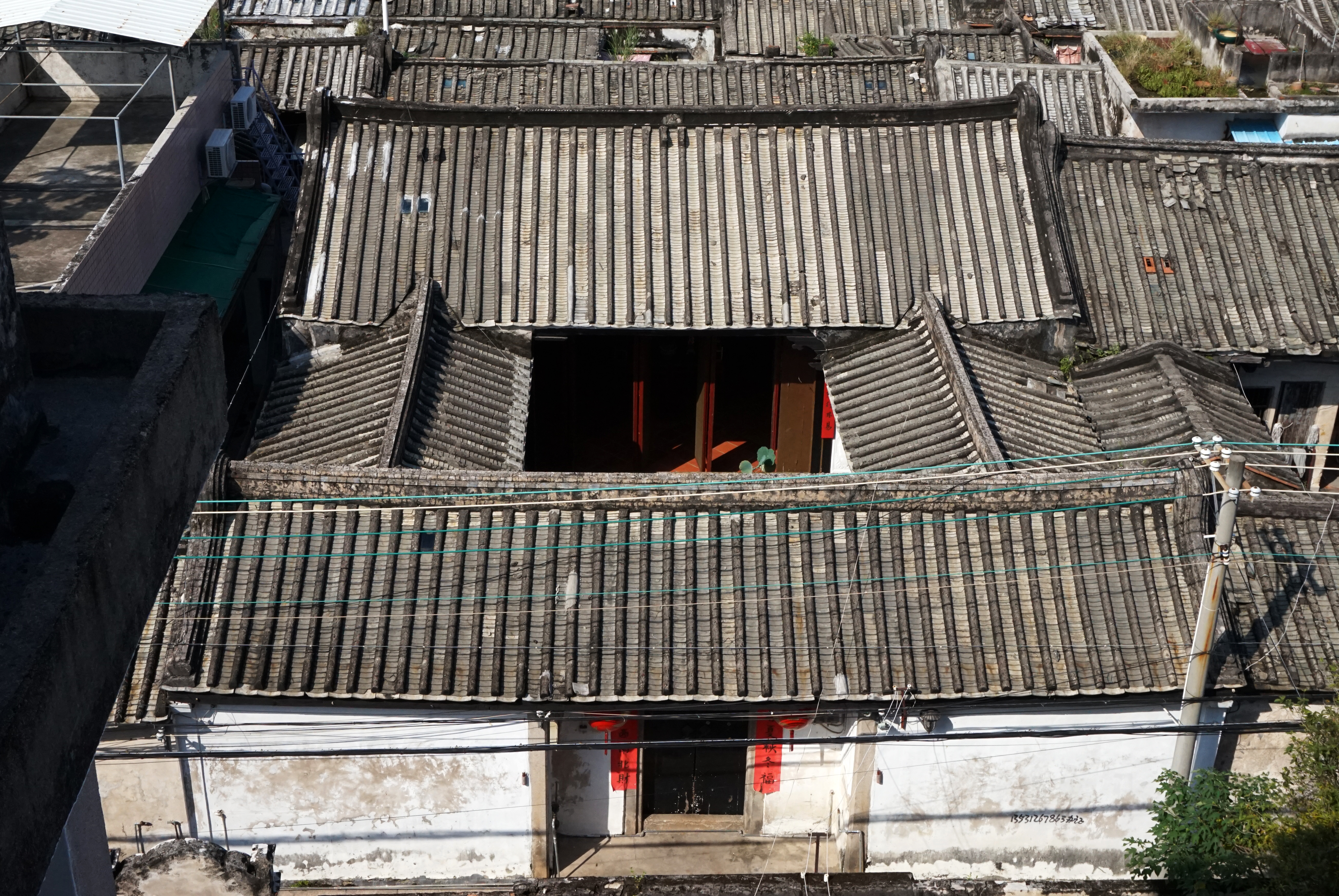
广东潮州义兴甲巷一处四点金民居，俯视角度

闽南漳州地区:15和广东潮汕地区:1的传统住宅四点金为二进三开间四合院式建筑，因四面山墙像汉字“金”而得名。它采用“井”字形格局，中心对称，以中庭天井为中心，由相向的两个一厅二房构成的。整个平面近似于中国北方的四合院，让人感到稳定和安静。

## 格局

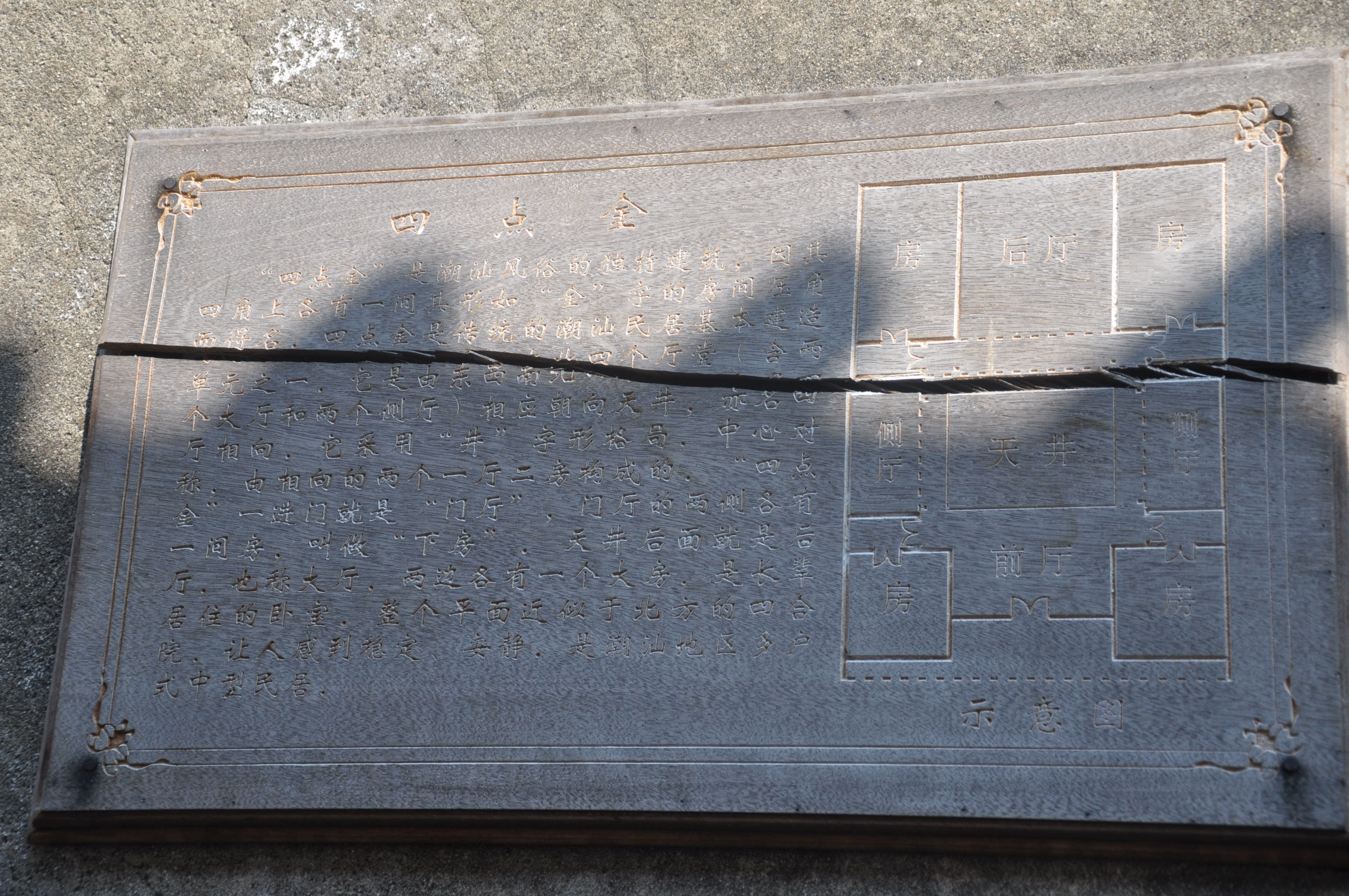
四点金的介绍和示意图，置于普宁洪阳德安里

四点金的平面格局以方形为基础，形成九宫格的形式，前后两进，主座三开间。:20

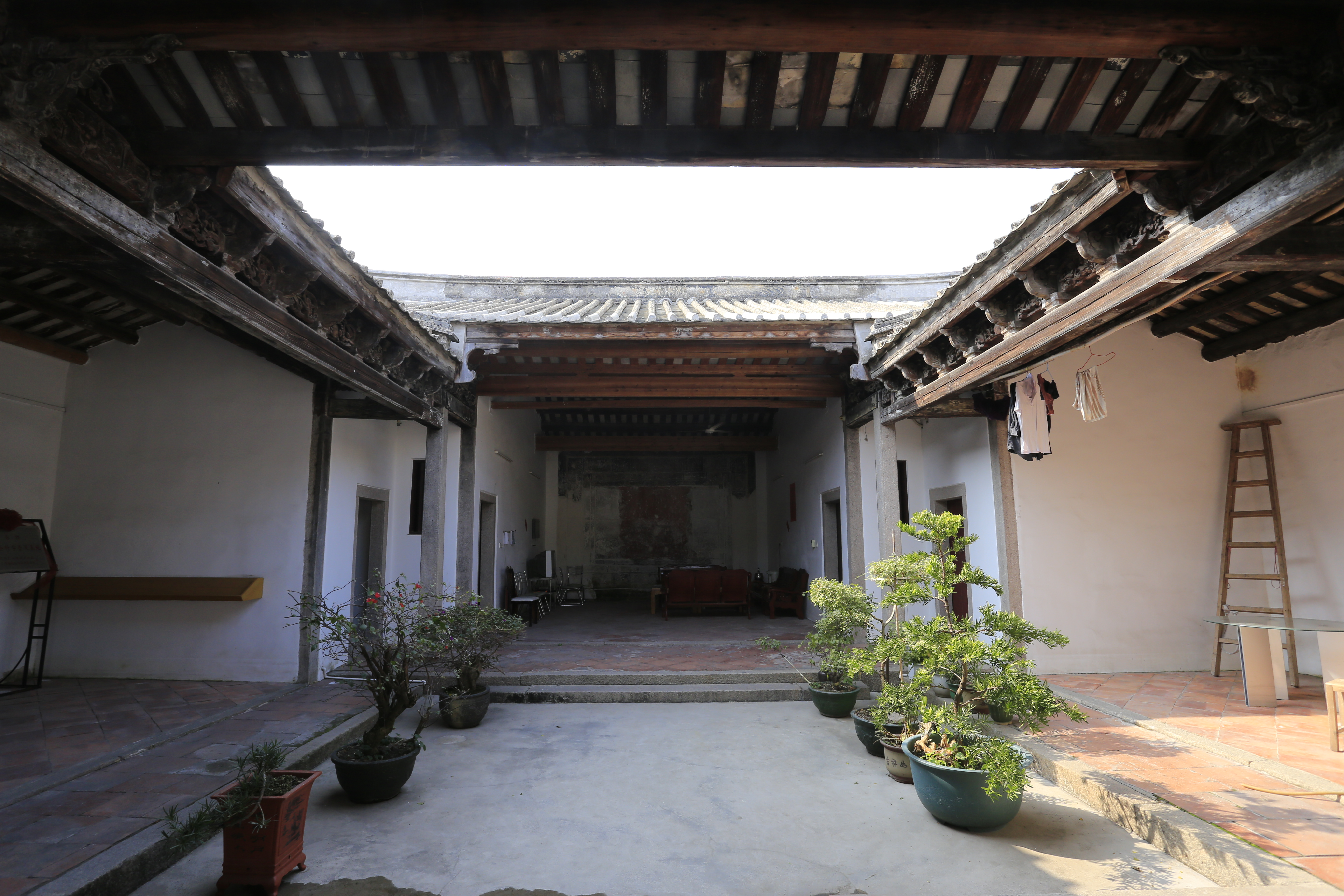
德安里一幢四点金的内部。正中是天井，正前面是大厅，左右为侧厅，拍摄者所站之处是门厅。

前进为凹斗门楼和前厅，进门后的厅也俗称“门厅”，门厅两侧各有一间房，称为“前房”或“下房”。后进为主座建筑，正中为大厅，左右各有一后房，称“大房”，为长辈居住的卧室。
前后进中间为天井，天井两边连接前后房，称为“伸手”或“榉头”，敞开的也称南北厅或侧厅，封闭的称厢房。厅厢与前后房之间各有小过道，俗称“八尺”或“格仔”，常设旁门通厝巷，俗称“子孙门”。后房前的格仔通常会当厨房。:20:15
前厅通常安有“进屏门”，大厅前安有“格扇门”，可开闭也可拆。拆下后，厅堂完全敞开，形成一个大空间满足喜庆祭祀需要。
四点金后进主座屋顶一定高于前进屋顶，大房进深也一定要超过前房，体现乡土社会的礼制秩序。:20

## 变化
四点金构筑有多种变化，其他形式的构筑也可认为是在四点金基础上变化的:23，以四点金为基本形式也可以组合出多种平面形式。
- 减少“前进”是“下山虎”。
- 只有前后四个正房，没有厝手房及八尺房，而东南西北四个厅堂相应朝向天井的，称“四厅会”或“四厅相向”。
- 前后房都带有厝手房和八尺房，共有十室的，称“四喷水”。
- 横向扩展为两房或三房，正屋和门楼间五开间或七开间的，则俗称为“五间过”或“七间过”。
- 两进纵向扩展为三进，即为“三座落”，或“三厅亘”。
- 加一条厝巷和从厝称为“单背剑”，左右各加一条称之为“双背剑”或“二落二从厝”。[2] [4]
- 在外围建一圈房屋，则为“四点金加厝包”[5]。
- 多座“四点金”并排围起来，中间一座常为祠堂，即“多壁连”。依建筑物数量有“三壁连”和“五壁连”等。[6]
- 以中轴线对称，多座“四点金”“三座落”横向纵向排列，加上从厝和后厝，即可组成驷马拖车、九龙吐珠和百鸟朝凰等。

方正对称的格局也易扩展为宗祠和家庙。如将“格仔”和厅的内墙拆去，成为一个以中庭为中心的上下左右四厅相向的“亞”字形空间结构，在大堂放上祖先灵位及神器，即为二进祠堂。